# Codification Whyte

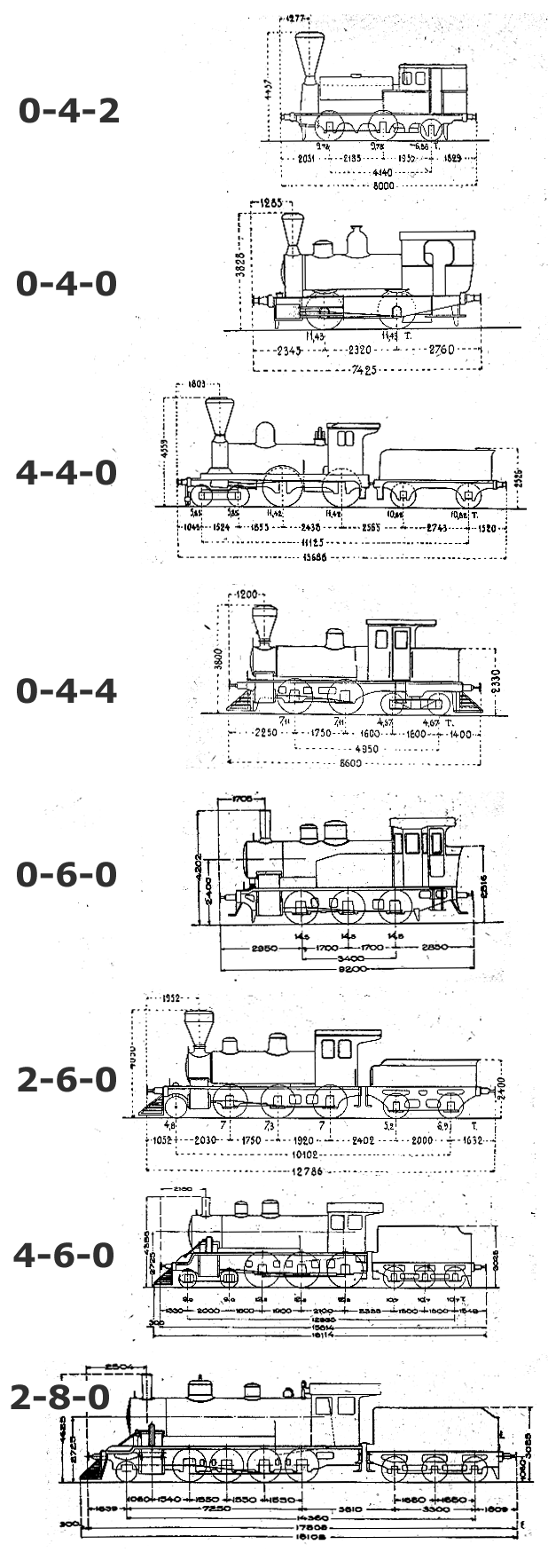
Une selection de locomotives du debut du XXe siècle classifiée selon la notification de Whyte

La notation de Whyte (ou classification Whyte) pour la classification des locomotives à vapeur par arrangement de roues a été conçue par Frederick Methvan Whyte, et est entré en vigueur au début du XXe siècle à la suite d'un éditorial de décembre 1900 dans le journal American Engineer and Railroad Journal. La notation compte le nombre de roues avant, puis le nombre de roues motrices et enfin le nombre de roues arrière, les groupes de nombres étant séparés par des tirets. Le tender n'est pas pris en compte.
D'autres systèmes de classification, comme la classification UIC et les systèmes français, turc et suisse pour les locomotives à vapeur, comptent les essieux plutôt que les roues.
Dans la notation, une locomotive de type Pacific 231, à deux essieux avant (quatre roues) à l'avant, trois essieux moteurs (six roues) et un essieu arrière (deux roues) sont classés 4-6-2.